# De wilde wagen
Heer Bommel en de wilde wagen of kortweg De wilde wagen is het 103de verhaal uit de Bommelsaga, geschreven en getekend door Marten Toonder. Het verhaal verscheen voor het eerst op 25 mei 1963 liep tot 10 augustus van dat jaar. Het thema is "oost, west, thuis best".

## Samenvatting
Magister Hocus Pas merkt grote belangstelling voor reiservaringen op en hij maakt hier gebruik van door een reiswagen te laten bouwen, geleid door het rad van avontuur. Hij geeft daartoe een duidelijke opdracht aan de gnoom Knar, die ooit het wiel had uitgevonden. 
Heer Bommel wordt aangesproken door een reisleider, die hem aanbiedt als eerste een reis met de nieuwgebouwde wagen te maken. Heer Bommel tekent een contract bij het reisbureau Pas. De reisleider toont hem een voertuig dat hem nooit in de steek zal laten. Maar hij moet wel steeds weer terug zijn bij het vertreksein, gegeven als de lokroep van de Horrekop. Bij toeval ziet Tom Poes wat er gebeurt en hij probeert vergeefs het vertrek te voorkomen. Hij weet wat inlichtingen over de reis te krijgen. De wagen heeft slechts ramen opzij en naar achteren. Tom Poes ontvreemdt de reisbeschrijving van zijn vriend uit de achterzak van de oude man.
Het eerste reisdoel is de Nachtwacht van Gor. Daarna volgen het meest exclusieve hotel ter wereld, de witte stad Merus, en tot slot het slot Bommelstein. Het is uiteraard geen gewone reis, en Hocus Pas heeft de kwade bedoeling om heer Bommel definitief te laten reizen. Maar Tom Poes is er ook nog. Hij pakt de glazen bol van Hocus Pas en vernielt daarmee de wilde wagen.

## Hoorspel
- De wilde wagen in het Bommelhoorspel